# بای لازار
بای لازار (به لاتین: Baie Lazare) یک منطقهٔ مسکونی در سیشل است که در سیشل واقع شده‌است. بای لازار ۳٬۹۵۱ نفر جمعیت دارد.